# Notothylas decurva
Notothylas decurva är en bladmossart som först beskrevs av William Mitten, och fick sitt nu gällande namn av Franz Stephani. Notothylas decurva ingår i släktet Notothylas och familjen Notothyladaceae. Inga underarter finns listade i Catalogue of Life.